# Slobodni tjednik
ST - Slobodni tjednik je naziv časopisa koji je početkom 1990-ih izlazio u Hrvatskoj. Početni kapital osigurao je Marko Roglić, šef KOS-a za Dalmaciju preko poduzeća INA-Tours u kojem je bio direktor.

Izvršni savjet lista Slobodni tjednik :
1. Marko Roglić (predsjednik - direktor INA-Toursa Zagreb).
2. Mario Plenković (zamjenik predsjednika - direktor FPN u Zagrebu).
3. Tomislav Đorđević - potpredsjednik Sabora SRH,
4. Velimir Srića - predsjednik Republičkog komiteta za znanost, tehnologiju i informatiku,
5. Tonči Pocrnja - predsjednik Izvršnog odbora Saveza zadrugara male privrede i ugovornih organizacija udruženog rada SRH. 
6. Veljko Bulajić - filmski redatelj,
7. Ćiro Blažević - nogometni trener, 
8. Jure Franičević-Pločar - književnik,
9. Džavid Husić - novinar,
10. Goran Milić - urednik RTV Beograd (sada glavni urednik YUTEL-a),
11. dr. Ante Županović - predsjednik ZO Dalmacija,
12. Marinko Božić - glavni i odgovorni urednik ST-a.	.